# Дубівська сільська рада (Окнянський район)
Дубівська сільська́ ра́да — колишня адміністративно-територіальна одиниця та орган місцевого самоврядування у Окнянському районі Одеської області. Адміністративний центр — село Дубове.

## Загальні відомості
- Територія ради: 67,33 км²
- Населення ради: 955 осіб (станом на 2001 рік)

## Населені пункти
Сільській раді були підпорядковані населені пункти:
- с. Дубове
- с-ще Орлівка
- с. Розівка
- с. Самарка
- с. Ткаченка

## Населення
Згідно з переписом УРСР 1989 року чисельність наявного населення сільської ради становила 919 осіб, з яких 432 чоловіки та 487 жінок.
За переписом населення України 2001 року в сільській раді мешкало 955 осіб.

### Мова
Розподіл населення за рідною мовою за даними перепису 2001 року:
| Мова       | Відсоток |
| ---------- | -------- |
| українська | 77,07 %  |
| молдовська | 19,27 %  |
| російська  | 3,35 %   |
| болгарська | 0,31 %   |

## Склад ради
Рада складалася з 12 депутатів та голови.
- Голова ради: Лученко Сергій Валерійович
- Секретар ради: Андриш Ольга Георгіївна

### Керівний склад попередніх скликань
| Прізвище, ім'я, по батькові | Основні відомості                                                 | Дата обрання | Дата звільнення |
| --------------------------- | ----------------------------------------------------------------- | ------------ | --------------- |
| Каленик Валентин Степанович | Сільський голова, 1963 року народження, член Партії регіонів      | 26.03.2006   | 31.10.2010      |
| Лученко Сергій Валерійович  | Сільський голова, 1984 року народження, освіта вища, безпартійний | 25.05.2014   | 25.10.2015      |

Примітка: таблиця складена за даними сайту Верховної Ради України

### Депутати
За результатами місцевих виборів 2010 року депутатами ради стали:

#### За суб'єктами висування
| Суб'єкт висування            | Кількість обраних депутатів | %    |
| ---------------------------- | --------------------------- | ---- |
| Партія регіонів              | 7                           | 58,3 |
| Самовисування                | 3                           | 25   |
| Народна партія               | 1                           | 8,3  |
| Соціалістична партія України | 1                           | 8,3  |

#### За округами
| № округу                     | Прізвище, ім'я, по батькові    | Дата визнання обраним | Освіта  | Партійна приналежність             | Відомості про обраного депутата                                         |
| ---------------------------- | ------------------------------ | --------------------- | ------- | ---------------------------------- | ----------------------------------------------------------------------- |
| Народна Партія               |                                |                       |         |                                    |                                                                         |
| 8                            | Залєвський Павло Петрович      | 15.11.2010            | середня | член Народної партії               | сільськогосподарський виробничий кооператив «Ягорлик», завідувач гаражу |
| Партія регіонів              |                                |                       |         |                                    |                                                                         |
| 2                            | Подірка Ольга Миколаївна       | 03.11.2010            | середня | член Партії регіонів               | Дубівський навчально-виховний комплекс, вчитель                         |
| 3                            | Андриш Ольга Георгіївна        | 03.11.2010            | середня | член Партії регіонів               | Дубівська сільська рада, секретар                                       |
| 4                            | Гульковська Людмила Михайлівна | 03.11.2010            | середня | член Партії регіонів               | Дубівський фельдшерський пункт, завідувачка                             |
| 5                            | Продан Валентина Василівна     | 03.11.2010            | середня | член Партії регіонів               | Красноокнянський територіальний центр, соціальний працівник             |
| 7                            | Кушнір Лариса Калинівна        | 03.11.2010            | вища    | член Партії регіонів               | пенсіонер                                                               |
| 10                           | Серьогін Василь Вікторович     | 03.11.2010            | середня | член Партії регіонів               | сільськогосподарський виробничий кооператив «Ягорлик», тракторист       |
| 11                           | Сложинська Надія Олександрівна | 03.11.2010            | вища    | член Партії регіонів               | Ткаченківський навчально-виховний комплекс, вчитель                     |
| Соціалістична партія України |                                |                       |         |                                    |                                                                         |
| 9                            | Примха Павло Григорович        | 03.11.2010            | середня | член Соціалістичної партії України | Ткаченківський навчально-виховний комплекс, водій                       |
| Самовисування                |                                |                       |         |                                    |                                                                         |
| 1                            | Кучерява Людмила Юріївна       | 03.11.2010            | середня | позапартійна                       | поштове відділення зв'язку № 4, листоноша                               |
| 6                            | Гудкова Олександра Михайлівна  | 03.11.2010            | вища    | позапартійна                       | Ткаченківський навчально-виховний комплекс, вчитель                     |
| 12                           | Саарян Павло Мирманович        | 03.11.2010            | середня | позапартійний                      | сільська рада, спеціаліст-землевпорядник                                |